# Joseph Anthony De Palma
Joseph Anthony De Palma SCJ (* 4. September 1913 in Walton, New York, USA; † 3. Februar 2005 in Saint Petersburg, Florida) war römisch-katholischer Bischof von De Aar in Südafrika.

## Leben
De Palma wurde am 20. Mai 1944 zum Priester geweiht. 1959 wurde er zum Generaloberen der Priester vom Heiligen Herzen Jesu gewählt und war damit der fünfte Generalobere dieser Kongregation seit deren Gründung. Am 13. April 1967 wurde De Palma zum Bischof geweiht. Aus Altersgründen trat er am 18. November 1987 von diesem Amt zurück. Danach lebte er in der Gemeinschaft der Sakramentiner in Pinellas Park (Florida) als einfacher Ordensmann.